# Bjørn Petter Ingebretsen
Bjørn Petter Ingebretsen (Flisa, 26 maggio 1967) è un allenatore di calcio e dirigente sportivo norvegese.

## Biografia
Sposato con Åse Kortgaard, ha due figli: Bjarne, ex calciatore professionista, e Marte. Lontano dai campi da calcio, ha lavorato come guardia carceraria.

## Carriera

### Giocatore
Da calciatore, Ingebretsen ha giocato nelle giovanili del Grue, assieme a Ståle Solbakken. Entrambi, hanno sostenuto un provino all'Arsenal nel 1986. Solbakken lo ha descritto come «un calciatore molto buono», che non si è imposto a livello professionistico a causa degli infortuni subiti. Ciò nonostante, ha giocato oltre 300 partite per il Grue.

### Allenatore
Terminata l'attività agonistica, Ingebretsen è diventato allenatore nella regione di Buskerud, prima di entrare nello staff tecnico dello NTG/Lyn. Nel 2005, è entrato a far parte dello staff tecnico dello Strømsgodset. Dal 2009 al 2013, mentre Ronny Deila era alla guida della prima squadra, Ingebretsen è stato suo assistente. Ad ottobre 2014, Ingebretsen ha iniziato a studiare per conseguire l'UEFA Pro License.
Il 26 maggio 2015, Ingebretsen è diventato il nuovo allenatore dello Strømsgodset, a seguito della rescissione consensuale con David Nielsen, precedentemente tecnico della formazione norvegese. Il 31 maggio ha guidato la squadra nella prima partita ufficiale, terminata con una vittoria per 2-0 sul Lillestrøm.
Il 18 agosto 2015 ha rinnovato il contratto che lo legava al club fino al 2018, diventando così permanentemente l'allenatore del club. Il 13 ottobre 2016 ha lasciato la panchina dello Strømsgodset per motivi di salute.
Il 29 ottobre 2017, Ingebretsen è stato chiamato alla guida del Fredrikstad, compagine militante in 1. divisjon ed in piena lotta per non retrocedere. Non è però riuscito nell'impresa, con il Fredrikstad che si è arreso al Notodden nei play-off per la 1. divisjon.
Il 7 giugno 2018, a seguito delle dimissioni rassegnate da Tor Ole Skullerud, è stato nominato allenatore dello Strømsgodset a titolo temporaneo, in attesa di una soluzione definitiva. Il 30 luglio, Ingebretsen ha firmato un accordo valido fino al 31 dicembre 2020, tornando ad essere allenatore dello Strømsgodset in via definitiva.
Il 15 maggio 2019 ha rassegnato le proprie dimissioni dall'incarico, ancora per motivi di salute.
L'11 aprile 2021 è tornato nuovamente alla guida dello Strømsgodset, in tandem con Håkon Wibe-Lund. Il 12 novembre 2022, i due hanno lasciato l'incarico, in comune accordo con la società.
Il 19 dicembre 2022 è entrato a far parte dei quadri dirigenziali del Mjøndalen, come direttore sportivo.